# Maricá Airport
Maricá Airport är en flygplats i Brasilien.   Den ligger i kommunen Maricá och delstaten Rio de Janeiro, i den sydöstra delen av landet, 900 km sydost om huvudstaden Brasília. Maricá Airport ligger 1 meter över havet. Den ligger vid sjön Lagoa de Maricá.
Terrängen runt Maricá Airport är kuperad norrut, men söderut är den platt. En vik av havet är nära Maricá Airport söderut. Runt Maricá Airport är det ganska tätbefolkat, med 93 invånare per kvadratkilometer.. Närmaste större samhälle är Maricá, 1,2 km öster om Maricá Airport.
Omgivningarna runt Maricá Airport är en mosaik av jordbruksmark och naturlig växtlighet.